# The Blue Moon Boys
The Blue Moon Boys, en amerikansk gruppe fra den spæde start på Rock'n'roll-tiden. Gruppen blev dannet i starten af februar 1955 og blev opløst igen i november samme år.
Skønt The Blue Moon Boys kun eksisterede i relativt kort tid fik den kolossal betydning for hele popmusikkens udvikling frem til i dag. Gruppen blev dannet i Memphis af tre af rockmusikkens pionerer, alle med tilknytning til Sun Records og Sam Phillips. De tre var Elvis Presley, vokal og rytmeguitar, Scotty Moore, leadguitar og Bill Black, bas. Efter gruppens optræden på det velrenommerede country-show Louisiana Hayride blev gruppen udvidet med en trommeslager, D.J. Fontana.
The Blue Moon Boys turnerede i amerikas sydlige stater stort set uafbrudt i gruppens ni måneders levetid, men skønt de formelt var en gruppe var det Elvis Presley, der snart blev hovedattraktionen, og det var også Tom Parkers salg af Elvis' kontrakt fra Sun til RCA der betød en opløsning af The Blue Moon Boys.
Selv om gruppen ikke længere eksisterede fulgte musikerne med Elvis over i RCA's lejr.

## Medlemmer
- Elvis Presley – forsanger, rytmeguitar, klaver, lead guitar, percussion, basguitar (1954–1968; død 1977)
- Scotty Moore – lead guitar, rytmeguitar, baggrundsvokal (1954–1968; død 2016)
- Bill Black – kontrabas, basguitar, baggrundsvokal (1954–1958; død 1965)
- D.J. Fontana – trommer, percussion, baggrundsvokal (1955–1968; død 2018)